# أنتوني جون وليامز
أنتوني جون وليامز (بالإنجليزية: Antony John Williams) هو كيميائي بريطاني، ولد في 5 يونيو 1964 في سانت أساف ‏ في المملكة المتحدة.

## وصلات خارجية
- الموقع الرسمي